# Rymosia speyae
Rymosia speyae är en tvåvingeart som beskrevs av Chandler 1994. Rymosia speyae ingår i släktet Rymosia och familjen svampmyggor. Inga underarter finns listade i Catalogue of Life.